# Ochna andravinensis
Ochna andravinensis är en tvåhjärtbladig växtart som beskrevs av Henri Ernest Baillon. Ochna andravinensis ingår i släktet Ochna och familjen Ochnaceae. Inga underarter finns listade i Catalogue of Life.